# Bzenica
Bzenica es un municipio del distrito de Žiar nad Hronom en la región de Banská Bystrica, Eslovaquia, con una población estimada a final del año 2024 de 646 habitantes.
Se encuentra ubicado al noroeste de la región, en el valle del río Hron —un afluente izquierdo del Danubio— y cerca de la frontera con las regiones de Nitra y Trenčín.

## Demografía
| Año        | 1994 | 2004    | 2014    | 2024    |
| ---------- | ---- | ------- | ------- | ------- |
| Población  | 595  | 546     | 591     | 646     |
| Diferencia |      | −8,23 % | +8,24 % | +9,30 % |

| Año        | 2023 | 2024    |
| ---------- | ---- | ------- |
| Población  | 644  | 646     |
| Diferencia |      | +0,31 % |